# 內山夕實
內山夕實（日语：／ Uchiyama Yumi，1987年10月30日—）是日本女性聲優，出身於東京都。目前隸屬於大澤事務所。音域為女低音，擅長飾演少女或少年角色。

## 經歷
2005年出道，因家庭因素在同年暫停活動，直到2010年在BeeTV配信的海外电视剧角色的吹替再次恢復演出。第二年初次获得正规角色《A頻道》的渚。
2024年12月31日在自身X帳號宣佈與小林裕介結婚。

## 人物
最初成為配音演員契機是在中學時代，獲友人邀請加入放送劇部，初次體驗到朗讀戲劇後受到觸發。15岁入所日本播音演技研究所的初级班。在演技研究所的时候，接受楢桥美纪指导的课程。成为声优的理由是中学时代进广播剧部的时候提出的。
興趣是歌唱，去卡拉OK時喜歡唱Carpenters的「I Need to Be in Love」。
座右銘為「不要忘記感激之心」。
偏好於友善且包容力強的異性類型，而且希望對方會是個願意做基本家務，和一起製作料理的人。

## 演出作品
※粗體字為主要角色

### 電視動畫
2005年
- ARIA The ANIMATION

2010年
- 侵略！花枝娘（客、後輩B）

2011年
- GOSICK（學生D）
- A頻道（渚／天王寺渚[8]）
- 青之驅魔師（樫野）
- 蘿球社！（菊池）
- 偶像大師（女高中生A）
- 白兔糖（河地和美）
- BLOOD-C（女學生）
- 魔乳秘劍帖（次男）
- 侵略！？花枝娘（望月知美）
- 迷糊餐廳 第二季（手機女店員）
- 少年同盟（塚原要〈幼少期〉、悠太·祐希的母親、順子、女學生1、劍道部女生）
- 幸福光暈～hitotose～（同班同學、女朋友）
- 世界第一初戀2（電話語音）

2012年
- 名偵探柯南（友人）
- 蠟筆小新（新聞記者）
- 聖誕之吻SS+ plus（河地和美）
- 戰姬絕唱SYMPHOGEAR（迷路小孩的哥哥）
- 足球騎士（女子、少年）
- BLACK★ROCK SHOOTER（美術部部長）
- 丸少爺第15系列（カエル、女性）
- 忍者亂太郎第20期（熱狂ファンの客）
- 少年同盟2（女學生1、阿姨2、淺羽的母親、婦人2、塚原要〈幼少期〉）
- 白熊咖啡廳（受付、店員、客、母親）
- 殭屍哪有那麼萌？（美少女殭屍、同級生A、女孩子）
- 爆TECH!爆丸（甚三）
- 咲-Saki- 阿知賀篇 episode of side-A（鷺森灼[9]）
- 交響詩篇AO（收音機廣播、女性オペレーター）
- 冰菓（清水紀子、澤井〈漫研部員〉）
- Muv-Luv Alternative Total Eclipse（帝国軍衛士C）
- 貧乏神！（紅葉[10]）
- 女子落語（ヤンママ）
- 無賴勇者的鬼畜美學（瓦裘莉亞）
- BTOOOM!（女、織田的女友）
- 絕園的暴風雨（小孩A、女大學生A）
- 爆漫王。3（白鳥人美）
- 只要妳說妳愛我（武藤愛子[11]）
- CØDE:BREAKER（同班同學）
- 櫻花莊的寵物女孩（本庄彌生）
- 最強學生會長 異常（練兵癒）
- ROBOTICS;NOTES（系統聲）
- 偵探歌劇 少女福爾摩斯 Alternative TWO ～小林歌劇與虛空的大鴉～（トミー）

2013年
- AKB0048 Next Stage（女服務生）
- Aiura（山下壽美子）
- 蒼藍鋼鐵戰艦（霧島）
- 黃金拼圖（豬熊陽子[12]）
- 銀魂'（鈴蘭（年輕時））
- 蠟筆小新（誘導員）
- 黑魔女學園（櫻田杏）
- 現視研 第二代（矢島美怜）
- 琴浦小姐（初、森谷母）
- 櫻花莊的寵物女孩（男子B）
- 翠星上的加爾岡緹亞（播報員、奧迪莉亞）
- 戰勇。（阿蕾丝）
- 鑽石王牌（高島禮）
- 初音島III
- 斷裁分離的罪惡之剪（病院坂法子）
- 科學超電磁砲S（店員）
- 心跳！光之美少女（達維）
- 打工吧！魔王大人（木崎真弓）
- 變態王子與不笑貓（女高中生A、小孩戳太）
- 我的朋友很少NEXT（Mikazuki Yozora）
- 南家三姊妹 我回來了（女子）
- LoveLive!（學生、學生B、英語老師、小孩B、學生會C、實行委員A、採訪、前輩）
- 蘿球社！SS（湊花織）

2014年
- BUDDY COMPLEX（瑪格麗塔·奧基弗）
- 咲-Saki- 全國篇（鷺森灼）
- 獻給某飛行員的戀歌（索妮亞·芭蕾斯）
- 噬血狂襲（仙都木優麻[13]）
- 偽戀（宮本琉璃[14]）
- 惡魔的謎語（東真呼）
- selector infected WIXOSS（母親）
- 魔法科高中的劣等生（千葉艾莉卡[15]）
- 諸神的惡作劇（卡珊德拉）
- 極黑的布倫希爾德（若林初菜[16]）
- 龍孃七七七埋藏的寶藏（真幌肆季[17]）
- 東京喰種（錦的姊姊）
- 生存遊戲社（鳳美煌[18]）
- 女友伴身邊（栢嶋乙女）
- 結城友奈是勇者（犬吠埼風）

2015年
- 純潔的瑪利亞（艾德溫娜）
- 魔法少女奈葉ViVid（哈莉·托萊貝卡）
- 電波教師（栗林雪乃）
- 亞爾斯蘭戰記（魯西達尼亞的少年兵、艾絲特兒（愛特瓦魯））
- 你好！！黃金拼圖（豬熊陽子[19]）
- 偽戀:（宮本琉璃、露琳）
- T寶的悲慘日常 夢幻篇（霧島）
- GATE 奇幻自衛隊 在彼方的土地，如斯的戰鬥（波賽斯·戈·芭蕾絲蒂）
- 洲崎西 THE ANIMATION（內山夕實）
- OVERLORD（馬雷·貝羅·菲歐雷[20]）
- 槍與面具（陽月諾麗[21]）
- 單色小姐 -The Animation- 3（老奶奶、橫山製作人）
- 機動戰士GUNDAM 鐵血的孤兒（芙美妲·阿特摩絲[22]）
- 女武神驅動 -美人魚-（貫井智美）
- 學戰都市Asterisk（依蕾奈·兀兒塞斯[23]）

2016年
- 排球少年！！第二季（滑津舞）
- GATE 奇幻自衛隊 在彼方的土地，如斯的戰鬥 第2期（波賽斯·戈·芭蕾絲蒂）
- 虹色時光（筒井茉莉[24]、前輩）
- 最弱無敗神裝機龍（謝里絲·巴爾特席芙托）
- 學戰都市Asterisk 第2期（依蕾奈·兀兒塞斯）
- Re：從零開始的異世界生活（帕克）
- 爆音少女！！（天野恩紗）
- 文豪Stray Dogs（山際）
- 線上遊戲的老婆不可能是女生？（瑞佳）
- 亞爾斯蘭戰記 風塵亂舞（艾絲特兒）
- 吸血鬼僕人（奧菲莉亞）
- 月歌。THE ANIMATION（結城若葉）
- 數碼暴龍宇宙-應用怪獸（新海春）
- 魔法少女育成計劃（最高速度）
- ViVid Strike!（哈莉·托萊貝卡）
- 3月的獅子（零〈幼少期〉）
- 境界之輪迴（黑蜜）

2017年
- 學園少女突襲者 Animation Channel（棗逸美）
- 高校星歌劇 第2期（少年（鳳樹））
- 青春歌舞伎（蛇之目丸子）
- sin 七大罪（米迦勒）
- 戰鬥女子學園（粒咲杏子）
- 結城友奈是勇者 －勇者之章－（犬吠埼風）
- 寶石之國（金紅石）
- 血界戰線 & BEYOND（艾蓮）
- 3月的獅子 第2期（零〈幼少期〉）

2018年
- 刀使之巫女（獅童真希[25]）
- 皇帝聖印戰記（ヘルガ・ピアロザ）
- Slow Start（西村基）
- OVERLORD II（馬雷·貝羅·菲歐雷）
- 鬼太郎（すねこすり）
- 七美德（米迦勒）
- 魔法少女 我（桐生瑠可）
- 極道超女（斑鳩）
- DEVILSLINE 惡魔戰線（戶田美和子）
- 刀劍神域外傳 Gun Gale Online（蘇菲／藤澤加奈）
- OVERLORD III（馬雷·貝羅·菲歐雷）
- Radiant 虛空魔境（ハーメリーヌ）

2019年
- 粉彩回憶（伊莉娜·列斯科娃[26]）
- 百慕達三角～多彩田園曲～（香緹）
- 狂賭之淵××（陰喰三欲[27]）
- 迷你刀使（獅童真希）
- 異世界四重奏（馬雷、帕克）
- 爆丸 決戰星球（風見瞬）
- 鑽石王牌 actII（高島禮）
- 滿月之戰GRANBELM（莎夏）
- 炎炎消防隊（亞羅）
- 戰×戀（早乙女一千花[28]）
- Fate/Grand Order 絕對魔獸戰線 巴比倫尼亞（希杜里[29]）
- 碧藍航線（俄克拉荷馬、內華達）
- Radiant 虛空魔境 第2期（ハーメリーヌ）

2020年
- 異世界四重奏2（馬雷、帕克）
- 少女前線人形小劇場 狂亂篇（OTs-12）
- 排球少年！！TO THE TOP（滑津舞）
- Re：從零開始的異世界生活 2nd season（帕克）
- 魔法科高中的劣等生 來訪者篇（千葉艾莉卡）
- 炎炎消防隊 貳之章（亞羅）
- 小碧藍幻想！（康娜）
- 魔女之旅（艾絲黛兒）

2021年
- 弱角友崎同學（川村老師）
- 無職轉生～到了異世界就拿出真本事～（魯迪烏斯·格雷拉特）
- 工作細胞BLACK（白血球〈1212〉）
- 結城友奈是勇者 啾嚕！（犬吠埼風）
- Vivy -Fluorite Eye's Song-（艾莉莎白）
- 再見了，我的克拉默（九谷怜）
- 東京復仇者（佐野繪麻）
- 魔法科高中的優等生（千葉艾莉卡）
- 結城友奈是勇者 -大滿開之章-（犬吠埼風）

2022年
- 現實主義勇者的王國重建記（吉迦·卡繆）
- 勇者辭職不幹了（梅爾涅斯）
- 女忍者椿的心事（華[30]）
- OVERLORD IV（馬雷·貝羅·菲歐雷）
- 打工吧！！魔王大人（木崎真弓[31]）
- 秋葉原冥途戰爭（侵略咖啡壞壞萌店長、愛美的部下）
- 給不滅的你 Season2（彭先〈少年〉）
- 異世界歸來的舅舅（格雷拉）

2023年
- 冰屬性男子與無表情女子（狐森[32]）
- 再得一勝！（夏目紫乃[33]）
- HIGH CARD 至高之牌（山姆）
- 東京復仇者 聖夜決戰篇（佐野艾瑪）
- 絆之Allele（帕尼提）
- Opus.COLORs（幼年和哉）
- 【我推的孩子】（阿庫亞〈幼年〉[34]）
- 江戶前精靈（佐佐木茜）
- 獻祭公主與獸王（少年雷恩哈特）
- 肌肉魔法使-MASHLE-（多特的姐姐）
- BLEACH 千年血戰篇 -訣別譚-（嘉蒂絲·卡特尼普[35]）
- 無職轉生II～到了異世界就拿出真本事～（魯迪烏斯·格雷拉特[36]）
- 打工吧！！魔王大人（木崎真弓）
- 公司的小小前輩（伊藤百合）
- 絆之Allele 第2期（帕尼提）
- 不死不運（旁白）
- 東京復仇者 天竺篇（佐野艾瑪）
- 咒術迴戰 懷玉·玉折 / 澀谷事變（沙織的前輩）

2024年
- 弱角友崎同學 2nd STAGE（川村老師）
- 不死不運（安野雲／九能明）
- 夜櫻家大作戰（夜櫻七惡[37]）

- 魔法科高中的劣等生 第3期（千葉艾莉卡[38]）
- ATRI -My Dear Moments-（斑鳩夏生〈少年〉）
- FAIRY TAIL魔導少年 百年任務（奇麗雅[39]）
- 魔王軍最強的魔術師是人類（佛倫提那[40]）
- 【我推的孩子】 第2期（阿庫亞〈幼年〉[41]）
- 異世界失格（雷昂）
- 卡片戰鬥！！先導者 Divinez（明那〈幼年〉）
- 刀劍神域外傳 Gun Gale Online II（蘇菲／藤澤加奈）
- 科學×冒險生存！（マーレ[42]）

2025年
- 歡迎來到日本，妖精小姐。（烏麗德菈[43]）
- SAKAMOTO DAYS 坂本日常（帶黑[44]）
- 香格里拉·開拓異境～糞作獵手挑戰神作～ 2nd Season（夏目惠[45]）
- 炎炎消防隊 參之章（亞羅[46]）
- 忍者與殺手的同住日常（草隱花梨）
- 科學×冒險生存！（第2期）（マーレ[47]）

2026年
- 安逸領主的愉快領地防衛～用生產系魔術將無名村改造成最強要塞都市～（范恩[48]）

### 劇場版動畫
2015年
- 劇場版 蒼藍鋼鐵戰艦DC（霧島）
- 劇場版 蒼藍鋼鐵戰艦Cadenza（霧島）

2016年
- 玻璃花與毀壞的世界（長姊）
- 劇場版 selector destructed WIXOSS（小湊深都子）
- 黃金拼圖 Pretty Days（豬熊陽子）

2017年
- 劇場版 魔法科高中的劣等生 呼喚繁星的少女（千葉艾莉卡[49]）

2021年
- 劇場版 黃金拼圖 Thank you!!（豬熊陽子[50]）

2022年
- 異世界四重奏〜Another World〜（馬雷、帕克）

2024年
- Code Geass 奪還的Roze（納拉·沃恩[51]）

### OVA
2012年
- +tic模型姊姊（河童）
- A頻道 +smile（渚）
- 新世界(一社)

2013年
- 翠星上的加爾岡緹亞（奧迪莉亞）
- 蘿球社！（湊花織）※PSP遊戲《蘿球社！遺落物的祕密》限定版同梱DVD。

2016年
- 虹色時光「虹色日和」（筒井真理）[52]
- OVERLORD（馬雷·貝羅·菲歐雷）

2017年
- A頻道 +smile（渚）

2018年
- 牽牛花與加瀨同學（教練）
- 妖精森林的小不點「螺絲與床／地爐與博弈」（科戶）[53]
- Re:從零開始的異世界生活 Memory Snow（帕克[54]）

2019年
- Re:從零開始的異世界生活 冰結之絆（帕克）[55]

2020年
- 噬血狂襲IV（仙都木優麻）

### 網路動畫
2011年
- +tic模型姊姊（妹妹頭）

2019年
- 拳願阿修羅（秋山楓[56]）

2023年
- 關於我轉生變成史萊姆這檔事 柯里烏斯之夢（白色始祖[57]）

2024年
- 範馬刃牙 VS 拳願阿修羅（秋山楓[58]）
- 高爾夫物語（普拉塔莉沙·波奈爾[59]）

### 遊戲
2010年
2011年
- 蘿球社！

2013年
- （栢嶋乙女[60]）
- 咲-Saki- 阿知賀編 episode of side-A Portable（鷺森灼[61]）

2014年
- 魔法科高中的劣等生 Out of Order（千葉艾莉卡[62]）
- 魔法科高中的劣等生 LOST ZERO（千葉艾莉卡[63]）
- 巫女之社（士狼梨紗子[64]）

2015年
- 結城友奈是勇者 樹海的記憶（犬吠埼風[65]）
- 戰鬥女子學園（粒咲杏子[66]）

2016年
[少女前線] (OTs-12) 
- 戰艦世界（霧島[67]）[註 1]
- 女神異聞錄5（大宅一子）

2017年
- 閃耀幻想曲（天王寺渚、豬熊陽子）

2018年
- 刀使之巫女 刻印一閃之燈火（獅童真希[68]）
- Dragalia Lost ～失落的龍絆～（克菈兒）

2020年
- BLEACH: Brave Souls（嘉蒂絲·卡特尼普）

2021年
- 明日方舟（赤冬）

2023年
- 崩坏：星穹铁道（娜塔莎）
- 魔法禁书目录 幻想收束（马雷·贝罗·菲欧雷）

### 外語配音
2011年
- iCarly

2013年
- 小馬寶莉：友情就是魔法（月亮公主、爆火、蒂亞拉、蹄小呆）

### Drama CD
- （岡田有子、學生C、學生E）
- （結城真由、客）
- （女性士兵D）
- （學生）
- （麗子）
- 斷裁分離的罪惡之剪（病院坂法子）※單行本第7卷附贈Drama CD限定版
- 魔法科高中的劣等生（黑羽文彌）
- 魔法少女奈叶Reflection 廣播劇CD（哈利·翠贝卡）

### 補充說明
1. ↑  遊戲官方與《蒼藍鋼鐵戰艦》合作活動供應特殊語音，霧島由內山夕實配音。

## 外部連結
- 官方网站（日語）
- 個人網誌（日語）
- 內山夕實的X（前Twitter）（日語）